# 王錫恩 (崇禎特用)
王錫恩，字日忠，福建泉州府惠安人，明朝政治人物，賜特用進士出身。

## 生平
崇禎十五年（1642年）壬午科賜特用出身，官大埔知縣。